# Saint-Eulien
Saint-Eulien és un municipi francès, situat al departament del Marne i a la regió del Gran Est. L'any 2007 tenia 409 habitants.

## Demografia

### Població
El 2007 la població de fet de Saint-Eulien era de 409 persones. Hi havia 137 famílies, de les quals 20 eren unipersonals (4 homes vivint sols i 16 dones vivint soles), 35 parelles sense fills, 74 parelles amb fills i 8 famílies monoparentals amb fills.
La població ha evolucionat segons el següent gràfic:
Habitants censats

### Habitatges
El 2007 hi havia 154 habitatges, 142 eren l'habitatge principal de la família, 3 eren segones residències i 9 estaven desocupats. 129 eren cases i 25 eren apartaments. Dels 142 habitatges principals, 109 estaven ocupats pels seus propietaris, 32 estaven llogats i ocupats pels llogaters i 1 estava cedit a títol gratuït; 1 tenia una cambra, 13 en tenien tres, 31 en tenien quatre i 97 en tenien cinc o més. 117 habitatges disposaven pel capbaix d'una plaça de pàrquing. A 46 habitatges hi havia un automòbil i a 93 n'hi havia dos o més.

### Piràmide de població
La piràmide de població per edats i sexe el 2009 era:
| Homes | Edats   | Dones |
| ----- | ------- | ----- |
| 0     | 95 o +  | 0     |
| 0     | 90 a 94 | 0     |
| 0     | 85 a 89 | 0     |
| 0     | 80 a 84 | 0     |
| 4     | 75 a 79 | 4     |
| 12    | 70 a 74 | 8     |
| 4     | 65 a 69 | 12    |
| 4     | 60 a 64 | 0     |
| 16    | 55 a 59 | 8     |
| 4     | 50 a 54 | 12    |
| 4     | 45 a 49 | 4     |
| 28    | 40 a 44 | 16    |
| 12    | 35 a 39 | 16    |
| 12    | 30 a 34 | 12    |
| 4     | 25 a 29 | 8     |
| 8     | 20 a 24 | 12    |
| 12    | 15 a 19 | 20    |
| 24    | 10 a 14 | 4     |
| 4     | 5 a 9   | 4     |
| 12    | 0 a 4   | 8     |

## Economia
El 2007 la població en edat de treballar era de 254 persones, 189 eren actives i 65 eren inactives. De les 189 persones actives 175 estaven ocupades (96 homes i 79 dones) i 15 estaven aturades (7 homes i 8 dones). De les 65 persones inactives 26 estaven jubilades, 19 estaven estudiant i 20 estaven classificades com a «altres inactius».

### Ingressos
El 2009 a Saint-Eulien hi havia 156 unitats fiscals que integraven 446,5 persones, la mediana anual d'ingressos fiscals per persona era de 17.709 €.

### Activitats econòmiques
Dels 4 establiments que hi havia el 2007, 1 era d'una empresa alimentària, 2 d'empreses de construcció i 1 d'una empresa de comerç i reparació d'automòbils.
Dels 2 establiments de servei als particulars que hi havia el 2009, 1 era un guixaire pintor i 1 fusteria.
L'únic establiment comercial que hi havia el 2009 era una fleca.
L'any 2000 a Saint-Eulien hi havia 6 explotacions agrícoles.

## Equipaments sanitaris i escolars
El 2009 hi havia una escola maternal.

## Poblacions més properes
El següent diagrama mostra les poblacions més properes.